# مأموریت غیرممکن (فیلم ۱۳۹۷)
مأموریت غیرممکن فیلمی به کارگردانی یعقوب غفاری، نویسندگی اباریس تنظیفی و تهیه‌کنندگی محمود فلاح محصول سال ۱۳۹۷ است.

## خلاصه داستان
کریم (علی اوجی) عاشق خوانندگی است و بدون اینکه بداند، دل‌دادهٔ مأموری شده که مأموریت دارد فرمولی را از دانشمندی سرقت کند. پس از متوجه شدن این داستان، کریم دو راه بیشتر ندارد…

## بازیگران
- علی اوجی
- پژمان بازغی
- جمشید هاشم‌پور
- محمدرضا شریفی‌نیا
- پادینا رهنما
- سارا خوئینی‌ها
- مهران رجبی
- نسرین نصرتی
- یوسف صیادی
- مینا جعفرزاده
- سارا محمدی
- عسل قرایی
- پدرام آبدان